# Lista de prêmios e indicações recebidos por Middle-earth: Shadow of Mordor
Esta é uma lista de prêmios e indicações recebidos por Middle-earth: Shadow of Mordor (no Brasil Terra-média: Sombras de Mordor), um jogo eletrônico de ação-aventura desenvolvido pela Monolith Productions e publicado pela Warner Bros. Interactive Entertainment. Uma história original ambientada no legendarium do autor J. R. R. Tolkien, o jogo se passa entre os eventos das trilogias de filmes O Hobbit e O Senhor dos Anéis. O jogador controla Talion, um Ranger Gondoriano que se une ao espectro do Elfo Lorde Celebrimbor enquanto os dois partem para vingar a morte de seus entes queridos. Seu desenvolvimento começou em 2011, sendo oficialmente anunciado em 12 de novembro de 2013.
Embora o jogo tenha sido originalmente programado para ser lançado em 7 de outubro de 2014, de acordo com a Warner Bros, seu lançamento foi adiantado para 30 de setembro na América do Norte e 3 de outubro no Reino Unido devido à "empolgação dos fãs", apesar da mídia na época ter sido um pouco cética quanto a qualidade do jogo. Shadow of Mordor recebeu críticas "geralmente favoráveis" dos críticos, de acordo com o agregador de resenhas Metacritic; foi o jogo de Xbox One com a quarta maior posição pontuação no Metacritic em 2014, o décimo nono com maior pontuação de 2014 no PlayStation 4, o vigésimo segundo com maior pontuação de 2014 no Microsoft Windows, e o vigésimo sétimo jogo com a maior pontuação no geral naquele ano. O jogo foi um sucesso comercial, vendendo mais de 2,88 milhões de cópias apenas no PlayStation 4 e mais de 4 milhões de unidades no total, estabelecendo Shadow of Mordor como o jogo baseado em Senhor dos Anéis mais bem sucedido no mercado e um dos jogos mais vendidos de 2014 em geral.
Shadow of Mordor recebeu prêmios e indicações em uma variedade de categorias de diferentes premiações, com honrarias especiais principalmente para sua inovação técnica, performances, trilha sonora original, animação, enredo e design. Na 18.ª cerimônia de entrega dos D.I.C.E. Awards realizada pela Academia de Artes e Ciências Interativas (AIAS), o jogo recebeu nove indicações, incluindo "Jogo do Ano", e ganhou oito prêmios: "Jogo de Aventura do Ano", "Excelência em Animação", "Excelência em Enredo", "Excelência Técnica", "Inovação nos Jogos", "Excelência em Design", "Conquista na Direção de Jogo" e "Excelência em Personagem" para Troy Baker como Talion. Foi ainda indicado em quatro categorias no 11º British Academy Games Awards, no qual venceu na categoria de "Design" e em três no The Game Awards 2014, na categoria de "Melhor Jogo de Ação-aventura". Shadow of Mordor foi o grande vencedor do "Jogo do Ano" durante a 5º edição do Game Developers Choice Awards.
Além das premiações, Middle-earth: Shadow of Mordor também recebeu honrarias de publicações de jogos eletrônicos. A GameSpot, Joystiq e Giant Bomb nomearam o título como "Jogo do Ano" em 2014. No total, Shadow of Mordor recebeu mais de 50 prêmios da indústria.

## Prêmios e indicações de premiações
| Premiação                       | Data                    | Categoria                                                             | Destinatário(s)                  | Resultado | Ref(s).             |
| ------------------------------- | ----------------------- | --------------------------------------------------------------------- | -------------------------------- | --------- | ------------------- |
| Behind the Voice Actors Awards  | 6 de abril de 2015      | Melhor Conjunto Vocal em um Jogo                                      | Middle-earth: Shadow of Mordor   | Indicado  | [ 2 ]               |
| Behind the Voice Actors Awards  | 6 de abril de 2015      | Melhor Performance Vocal Masculina em um Jogo em um Papel Coadjuvante | Alastair Duncan como Celebrimbor | Venceu    | [ 2 ]               |
| British Academy Games Awards    | 12 de março de 2015     | Melhor Design                                                         | Middle-earth: Shadow of Mordor   | Venceu    | [ 3 ]               |
| British Academy Games Awards    | 12 de março de 2015     | Maior Inovação                                                        | Middle-earth: Shadow of Mordor   | Indicado  | [ 3 ]               |
| British Academy Games Awards    | 12 de março de 2015     | Melhor Trilha Sonora                                                  | Garry Schyman, Nathan Grigg      | Indicado  | [ 3 ]               |
| British Academy Games Awards    | 12 de março de 2015     | Melhor Jogo                                                           | Middle-earth: Shadow of Mordor   | Indicado  | [ 3 ]               |
| D.I.C.E. Awards                 | 5 de fevereiro de 2015  | Jogo do Ano                                                           | Middle-earth: Shadow of Mordor   | Indicado  | [ 4 ]               |
| D.I.C.E. Awards                 | 5 de fevereiro de 2015  | Excelência em Direção de Jogo                                         | Matt Allen, Michael de Plater    | Venceu    | [ 4 ]               |
| D.I.C.E. Awards                 | 5 de fevereiro de 2015  | Jogo de Aventura do Ano                                               | Middle-earth: Shadow of Mordor   | Venceu    | [ 4 ]               |
| D.I.C.E. Awards                 | 5 de fevereiro de 2015  | Excelência em Animação                                                | Middle-earth: Shadow of Mordor   | Venceu    | [ 4 ]               |
| D.I.C.E. Awards                 | 5 de fevereiro de 2015  | Excelência em Personagem                                              | Troy Baker como Talion           | Venceu    | [ 4 ]               |
| D.I.C.E. Awards                 | 5 de fevereiro de 2015  | Excelência em Design                                                  | Middle-earth: Shadow of Mordor   | Venceu    | [ 4 ]               |
| D.I.C.E. Awards                 | 5 de fevereiro de 2015  | Excelência em Enredo                                                  | Middle-earth: Shadow of Mordor   | Venceu    | [ 4 ]               |
| D.I.C.E. Awards                 | 5 de fevereiro de 2015  | Inovação nos Jogos                                                    | Middle-earth: Shadow of Mordor   | Venceu    | [ 4 ]               |
| D.I.C.E. Awards                 | 5 de fevereiro de 2015  | Excelência Técnica                                                    | Middle-earth: Shadow of Mordor   | Venceu    | [ 4 ]               |
| Game Audio Network Guild Awards | 5 de março de 2015      | Áudio do Ano                                                          | Garry Schyman, Nathan Grigg      | Indicado  | [ 5 ] [ 6 ]         |
| Game Audio Network Guild Awards | 5 de março de 2015      | Música do Ano                                                         | Garry Schyman, Nathan Grigg      | Indicado  | [ 5 ] [ 6 ]         |
| Game Audio Network Guild Awards | 5 de março de 2015      | Design de Som do Ano                                                  | Middle-earth: Shadow of Mordor   | Indicado  | [ 5 ] [ 6 ]         |
| Game Audio Network Guild Awards | 5 de março de 2015      | Melhores Diálogos                                                     | Middle-earth: Shadow of Mordor   | Indicado  | [ 5 ] [ 6 ]         |
| Game Audio Network Guild Awards | 5 de março de 2015      | Melhor Instrumental Original                                          | “Fort Morn”                      | Indicado  | [ 5 ] [ 6 ]         |
| Game Critics Awards             | 2 de julho de 2014      | Melhor do Show                                                        | Middle-earth: Shadow of Mordor   | Indicado  | [ 7 ] [ 8 ]         |
| Game Critics Awards             | 2 de julho de 2014      | Melhor Jogo de Console                                                | Middle-earth: Shadow of Mordor   | Indicado  | [ 7 ] [ 8 ]         |
| Game Critics Awards             | 2 de julho de 2014      | Melhor RPG                                                            | Middle-earth: Shadow of Mordor   | Indicado  | [ 7 ] [ 8 ]         |
| Game Developers Choice Awards   | 4 de março de 2015      | Jogo do Ano                                                           | Middle-earth: Shadow of Mordor   | Venceu    | [carece de fontes?] |
| Game Developers Choice Awards   | 4 de março de 2015      | Prêmio por Inovação                                                   | Middle-earth: Shadow of Mordor   | Indicado  | [carece de fontes?] |
| Game Developers Choice Awards   | 4 de março de 2015      | Melhor Design                                                         | Middle-earth: Shadow of Mordor   | Indicado  | [carece de fontes?] |
| Game Developers Choice Awards   | 4 de março de 2015      | Melhor Narrativa                                                      | Middle-earth: Shadow of Mordor   | Indicado  | [carece de fontes?] |
| Game Developers Choice Awards   | 4 de março de 2015      | Melhor Tecnologia                                                     | Middle-earth: Shadow of Mordor   | Indicado  | [carece de fontes?] |
| Golden Joystick Awards          | 24 de outubro de 2014   | Prêmio de Mais Jogado                                                 | Middle-earth: Shadow of Mordor   | Indicado  | [ 9 ]               |
| The Game Awards                 | 5 de dezembro de 2014   | Jogo do Ano                                                           | Middle-earth: Shadow of Mordor   | Indicado  | [ 10 ]              |
| The Game Awards                 | 5 de dezembro de 2014   | Melhor Performance                                                    | Troy Baker como Talion           | Indicado  | [ 10 ]              |
| The Game Awards                 | 5 de dezembro de 2014   | Melhor Jogo de Ação-aventura                                          | Middle-earth: Shadow of Mordor   | Venceu    | [ 10 ]              |
| NAVGTR Awards                   | 16 de fevereiro de 2015 | Jogo do Ano                                                           | Matt Allen                       | Indicado  | [ 11 ]              |
| NAVGTR Awards                   | 16 de fevereiro de 2015 | Animação Técnica                                                      | Monolith Productions             | Venceu    | [ 11 ]              |
| NAVGTR Awards                   | 16 de fevereiro de 2015 | Direção de Arte (Jogo de Fantasia)                                    | Philip Straub                    | Indicado  | [ 11 ]              |
| NAVGTR Awards                   | 16 de fevereiro de 2015 | Controle de Design (Jogo 3D)                                          | Monolith Productions             | Venceu    | [ 11 ]              |
| NAVGTR Awards                   | 16 de fevereiro de 2015 | Direção em Narrativa de Jogo                                          | Christian Cantamessa             | Indicado  | [ 11 ]              |
| NAVGTR Awards                   | 16 de fevereiro de 2015 | Iluminação/Texturas                                                   | Monolith Productions             | Indicado  | [ 11 ]              |
| NAVGTR Awards                   | 16 de fevereiro de 2015 | Performance em um Drama (Coadjuvante)                                 | Phil LaMarr como Ratbag          | Venceu    | [ 11 ]              |
| NAVGTR Awards                   | 16 de fevereiro de 2015 | Edição de Som no Jogo                                                 | Michael Norris                   | Indicado  | [ 11 ]              |
| NAVGTR Awards                   | 16 de fevereiro de 2015 | Efeitos Sonoros                                                       | Michael Norris                   | Indicado  | [ 11 ]              |
| NAVGTR Awards                   | 16 de fevereiro de 2015 | Jogo (Franquia de Ação)                                               | Nathan Edson, Zeb Wedell         | Venceu    | [ 11 ]              |
| SXSW Gaming Awards              | 14 de março de 2015     | Jogo do Ano                                                           | Middle-earth: Shadow of Mordor   | Indicado  | [ 12 ] [ 13 ]       |
| SXSW Gaming Awards              | 14 de março de 2015     | Excelência em Realização Técnica                                      | Middle-earth: Shadow of Mordor   | Indicado  | [ 12 ] [ 13 ]       |
| SXSW Gaming Awards              | 14 de março de 2015     | Excelência na Jogabilidade                                            | Middle-earth: Shadow of Mordor   | Venceu    | [ 12 ] [ 13 ]       |
| SXSW Gaming Awards              | 14 de março de 2015     | Excelência em Animação                                                | Middle-earth: Shadow of Mordor   | Venceu    | [ 12 ] [ 13 ]       |
| SXSW Gaming Awards              | 14 de março de 2015     | Excelência em Design e Direção                                        | Middle-earth: Shadow of Mordor   | Venceu    | [ 12 ] [ 13 ]       |

## Honrarias de publicações
| Publicação | País           | Honraria/Lista | Resultado | Ref(s). |
| ---------- | -------------- | -------------- | --------- | ------- |
| GameSpot   | Estados Unidos | Jogo do Ano    | Venceu    | [ 14 ]  |
| Joystiq    | Estados Unidos | Jogo do Ano    | Venceu    | [ 15 ]  |
| Giant Bomb | Estados Unidos | Jogo do Ano    | Venceu    | [ 16 ]  |